# Szwaby (Skierniewice)
Szwaby – dawna osada w powiecie skierniewickim, powstała w XIX w. jako kolonia niemiecka. W granicach Skierniewic od 1926, kiedy w obszar miasta włączono również Skierniewkę Lewą, Skierniewkę Prawą oraz Skierniewkę Poduchowną. Dawna osada znajduje się w rejonie dzisiejszej ul. Miedniewickiej w bliskim sąsiedztwie granicy ze wsią Miedniewice.
W 1905 wieś liczyła 2 domy i 12 mieszkańców. W 1912 na 9 mieszkańców było tu 47 mórg gruntów ornych. W I poł. XX w. Aniela Chmielińska odnotowała we wsi Szwaby istnienie odosobnionej społeczności księżackiej.

## Przypisy

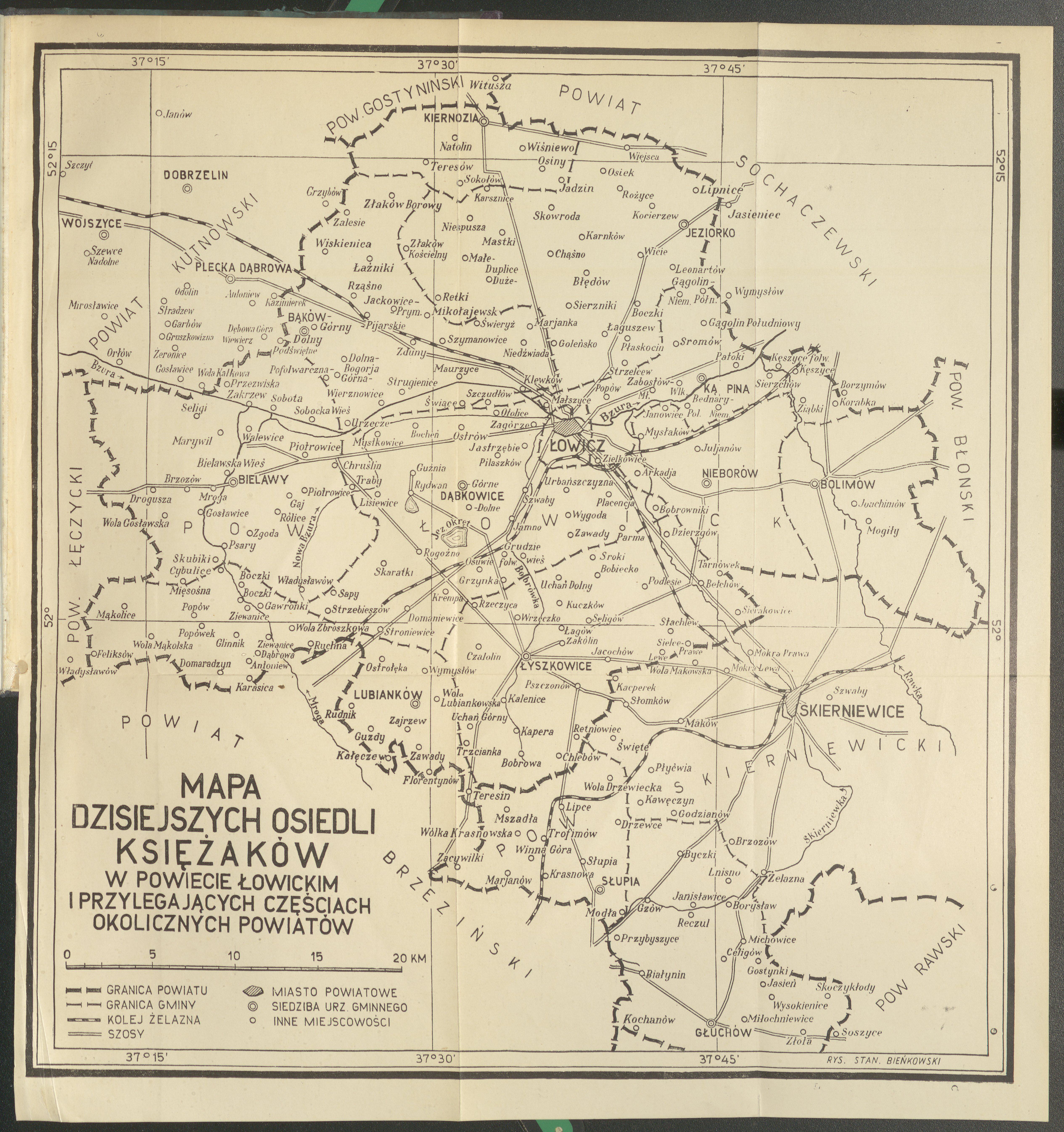
Szwaby na XX-wiecznej mapie osiedli Księżaków autorstwa Anieli Chmielińskiej